# Ručetna vas
Rúčetna vás je naselje v Sloveniji.

## Geografija
Povprečna nadmorska višina naselja je 240 m.
Pomembnejša bližnja naselja so: Semič (3 km), Otovec (3 km) in Črnomelj (6,5 km).